# پالیدور رکوردز
پالیدور رکوردز (به انگلیسی: Polydor Records) یکی از لیبل‌های نشر موسیقی و از زیرمجموعه‌های یواِم‌جی است. دفتر مرکزی این شرکت در بریتانیا قرار دارد.
پالیدور در سال‌های آغازین فعالیت‌اش یکی از زیرشاخه‌های لیبل آلمانی دی‌جی‌جی رکوردز بود. عنوان «پالیدور» اولین‌بار در سال ۱۹۲۴ و برای محصولات صادراتی آن شرکت استفاده شد. پالیدور به مرور زمان و در اواسط دههٔ ۴۰ میلادی به‌عنوان برچسب محصولات موسیقی عامه‌پسند دی‌جی‌جی مطرح شده‌بود. در سال‌های پایانی دههٔ ۱۹۶۰ میلادی رهبر ارکستر آلمانی برت کیمپفرت، «تونی شیرایدن و گروه بیت برادرز» -که بعدها با نام بیتلز شناخته‌شدند- را برای انتشار تک‌آهنگ «بانی من» به پالیدور معرفی کرد. با گذشت زمان سرگرمی‌سازان آلمانی، فرانسوی، اسپانیایی و لاتین به جمع هنرمندان زیرمجموعهٔ پالیدور اضافه می‌شدند.
در سال ۱۹۷۲با همکاری پالیدور و فونوگرام رکوردز-متعلق به شرکت فیلیپس- لیبل جدید پالی‌گرام برای انتشار آثار موسیقی در ایالات متحده ایجاد شد. نام «پالی‌گرام» ترکیبی برگرفته از نام دو شرکت مادر بود. در دههٔ ۱۹۹۰ میلادی کمپانی یونیورسال، دی‌جی‌جی رکوردز را خرید و پالیدور هم تحت تملک آن شرکت درآمد. امروزه یونیورسال از لیبل پالیدور بیشتر برای انتشار آثار موسیقی دههٔ ۱۹۶۰ و ۷۰ میلادی بهره می‌برد.